# 細入村
細入村（ほそいりむら）は、富山県の南部に位置していた、人口2千人余りの村である。現在は富山市の地域の一つである。
「平成の大合併」により、2005年4月1日に富山市・大沢野町・大山町・婦中町・八尾町・山田村の富山地域6市町村と合併した。

## 地理
神通川左岸の山間地域を領域とし、神通川を挟んで旧大沢野町、西新山などの山塊を挟んで旧八尾町と隣接し、南は岐阜県飛騨市と隣接している。村のほぼ中間に庵谷峠及び片路峡があり交通上の障害となるだけでなく、村を南北に二分して異なる文化様相も形成しており、その北部地域は盆地状で平地の広い楡原、南部地域はかつて関所が置かれ街道分岐点もある猪谷がそれぞれ中心地域となっている。
- 河川: 神通川

### 隣接していた自治体
- 大沢野町
- 八尾町
- 岐阜県飛騨市

## 歴史
- 1889年（明治22年）4月1日 - 町村制の施行により、婦負郡庵谷村、笹津村、岩稲村、割山村、楡原村、片掛村、猪谷村、蟹寺村及び加賀沢村の区域をもって、婦負郡細入村が発足する。
- 1947年（昭和22年）11月1日 - 昭和天皇の戦後巡幸。スギ苗の植樹を行う[1]。
- 2005年（平成17年）4月1日 - 富山市並びに上新川郡大山町、大沢野町、婦負郡婦中町、八尾町、山田村及び細入村が合併して、富山市が発足する。

## 行政
- 村長 - 野尻昭一（2003年から）

## 地域

### 教育
- 細入村・大沢野町学校組合立神通碧小学校
以下の2校が合併前の2003年4月に統合され誕生した。
  - 細入村・大沢野町学校組合立楡原小学校
  - 細入村・大沢野町学校組合立猪谷小学校
- 細入村・大沢野町学校組合立楡原中学校

## 交通

### 空港
- 村内に空港はないため、富山市の富山空港を利用することとなる。

### 鉄道路線
- JR高山本線：猪谷駅、楡原駅
- 神岡鉄道神岡線：猪谷駅

### バス路線
- 富山地方鉄道バス

### 道路
- 高速道路
町内に高速道路のインターチェンジはなく、富山市にある北陸自動車道の富山インターチェンジを利用することとなる。
- 一般国道
町内を走る一般国道：国道41号
- 道の駅
  - 細入

## 名所・旧跡・観光スポット・祭事・催事
- 神通峡
- 神通峡岩稲温泉 楽今日館

岩稲にある温泉旅館。名称は地元の特産品であるラッキョウにちなんでいる。
- 割山森林公園 天湖森
- 飛越ふれあい物産センター・林林

41号線沿いにある道の駅。富山県側だけでなく、岐阜県（飛騨）側の特産品なども扱っている。
- 猪谷関所館